# Панагия (дем Дескати)
Вижте пояснителната страница за други населени места с името Панагия.
Панагия или Тороник (на гръцки: Παναγία, до 1927 година: Τουρνίκιον, Турникион), е село в Република Гърция, в дем Дескати на област Западна Македония.

## География
Селото е разположено на 446 m надморска височина, на 40-ина km югоизточно от град Гревена, от лявата страна на река Бистрица (Алиакмонас). На няколко километра на североизток, под връх Бара, се е намирало бившето село Палеотурко (Палеотурнико).
На 11 километра на изток от селото се намира известният „Завордски манастир „Свети Никанор Завордас“. На 2 километра източно от Панагия е манастирът Торнишкият манастир „Успение Богородично“.

## История
През Средновековието в хълмовете на север от днешното село са функционирали няколко манастира, както и градът Молиск.

### В Османската империя
В района на селото се намира църквата „Свети Димитър“ от XV век. „Света Параскева“ е от XVIII век.
Смята се, че Турникион (Тороник) е основано през XV век от преселници от този град.
В края на XIX век Тороник е гръцко християнско село в нахия Венци на Кожанската каза на Османската империя. Според статистиката на Васил Кънчов в 1900 година в Тороник живеят 158 гърци.
На Етнографската карта на Битолския вилает на Картографския институт в София от 1901 година Торники е чисто гръцко село в Кожанската каза на Серфидженския санджак с 34 къщи.
Според статистика на Серфидженския санджак на гръцкото консулство в Еласона от 1904 година в Турники (Τουρνίκι), Гревенска каза, живеят 203 гърци елинофони християни.
По данни на секретаря на Българската екзархия Димитър Мишев („La Macédoine et sa Population Chrétienne“) в 1905 година в Тороник (Toronik) има 170 гърци.

### В Гърция
През Балканската война в 1912 година в селото влизат гръцки части и след Междусъюзническата в 1913 година Тороник влиза в състава на Кралство Гърция.
През 1927 година името на селото е сменено на Панагия.
Населението произвежда жито, овошки и други земеделски култури, като частично се занимава и със скотовъдство.
Големият годишен селски събор се провежда през първия уикенд на август.
| Година    | 1913 | 1920 | 1928 | 1940 | 1951 | 1961 | 1971 | 1981 | 1991 | 2001 | 2011 | 2021 |
| --------- | ---- | ---- | ---- | ---- | ---- | ---- | ---- | ---- | ---- | ---- | ---- | ---- |
| Население | 180  | 172  | 173  | 235  | 222  | 338  | 188  | 130  | 155  | 116  | 73   | 56   |